# Autoimmun poliendokrin szindróma
Az autoimmun poliendokrin szindrómák (APS-ek), más néven poliglanduláris autoimmun szindrómák (PGAS-ok) vagy poliendokrin autoimmun szindrómák (PAS-ok), ritka betegségek heterogén csoportját alkotják, amelyeket egynél több endokrin szerv elleni autoimmun aktivitás jellemez, bár a nem endokrin szervek is érintettek lehetnek. Háromféle APS létezik, és számos más betegség is létezik, amelyek endokrin autoimmunitással járnak.

## Típusok
1-es típusú autoimmun poliendokrin szindróma, egy autoszomális recesszív öröklődésű szindróma, amelyet az AIRE gén mutációja okoz, és hypoparathyreosishoz, mellékvese-elégtelenséghez, hipogonadizmushoz, vitiligóhoz, candidiasishoz és másokhoz vezet.
2-es típusú autoimmun poliendokrin szindróma, egy autoszomális domináns öröklődésű szindróma, amelyet multifaktoriális générintettség okoz, és mellékvese-elégtelenséghez, valamint hypothyreosishoz és/vagy 1-es típusú cukorbetegséghez vezet.
Immundiszregulációs poliendokrinopátia enteropátia X-hez kötött szindróma (IPEX szindróma) X-hez kötött recesszív öröklődésű, amelyet az X kromoszómán található FOXP3 gén mutációja okoz. A legtöbb betegnél cukorbetegség és hasmenés alakul ki, és sokan meghalnak számos szervet érintő autoimmun aktivitás miatt. A férfiak érintettek, míg a nők hordozók, és enyhe lefolyású betegséget tapasztalhatnak.

## Okai
Ennek az állapotnak minden „típusának” más a genetikai oka. Az IPEX szindróma férfiaknál X-hez kötött recesszív folyamaton keresztül öröklődik. A FOXP3 gén, amelynek citogenetikai helye az Xp11.23, részt vesz az IPEX állapot mechanizmusában.